# 高坎街道
高坎街道，是中华人民共和国辽宁省沈阳市浑南区下辖的一个乡镇级行政单位。

## 行政区划
高坎街道下辖以下地区：
高坎社区、奥园社区、七间房社区、中马社区、高坎一社区、兴隆社区、仁镜社区、小仁镜社区、大夫社区、上马社区和旧站社区。